# Akiva Orr
Akiva "Aki” Orr (en hébreu : עקיבא "עקי" אור, né Karl Sebastian Sonnenberg; 1931 à Berlin, Allemagne - 9 février 2013 en Israël) est un militant politique israélien, cofondateur du Matzpen parti d'extrême gauche internationaliste et antisioniste en Israël. Militant pacifiste et antinucléaire, il est partisan de la solution à un État.

## Biographie
En 1934, après l'arrivée du nazisme en Allemagne, sa famille émigre en Palestine.
En 1948, il est membre des commandos de marine du Palmach : les Palyam.

### La fondation duMatzpen
En 1951, il dirige la grève des marins de Haïfa, puis il rejoint le parti communiste. Il en est exclu en 1962.
Il fonde alors le Matzpen avec Oded Pilavsky, Moshe Machover et Haim Hanegbi.

### ÀLondres
En 1964, il quitte Israël et s'installe à Londres où sa maison devient un foyer où se retrouvent les figures de la gauche radicale européenne et mondiale. Il développe une pensée anti-autoritaire et auto-gestionnaire.

### Retour enIsraël
Revenu en Israël depuis 1990, il est très proche du Centre d'information alternative (AIC) et notamment de l'équipe de Beit Sahour (l'AIC a une codirection israélo-palestinienne avec un bureau à Jérusalem-Ouest, et un à Beit Sahour près de Bethléem).
En 1986, il fonde, avec d'autres militants, le Comité de soutien à Mordechai Vanunu, technicien nucléaire et militant pacifiste israélien. Il milite pour un Moyen-Orient sans armes nucléaires, chimiques et biologiques.

## Citation
Voici une de ses réparties dans le film Matzpen réalisé par Eran Turbiner dont il est un des personnages centraux :
« Il y a une expression israélienne qui dit : « Seuls les poissons morts flottent dans le courant, les poissons vivants nagent contre le courant. »  C'est quand tu nages contre le courant, que tu réfléchis de façon indépendante, que tu n'acceptes pas ce que l'on t'assène, tout le bourrage de crâne de l'école, des livres, des analyses, que tu réfléchis par toi-même et arrives à tes propres conclusions et que tu t'y tiens, que cela te transforme en être vivant. Sinon qu'est-ce que tu es ? Un poisson mort qui flotte dans le courant. »

## Œuvres
- La paix, la paix, et il n'y a pas de paix !, 1961 (avec Moshe Machover).
- The Un-Jewish State: the Politics of Jewish Identity in Israel, 1984.
- Israel: Politics, Myths and Identity Crises, 1994.